# Franco Roncadelli
Franco Roncadelli (Montevideo; 6 de febrero de 2000) es un tenista uruguayo.

## Carrera
Su puesto más alto en el ranking ATP es el 348°, conseguido el 30 de septiembre de 2024. Por otra parte, su más alta ubicación en el ranking ATP de dobles es el puesto 265.º, conseguido el 25 de noviembre de 2024.
Su debut en un cuadro principal ATP se produjo en la Copa ATP 2020, cayendo en singles frente al español Roberto Bautista Agut por parciales 6-1 y 6-2.

### Copa Davis
Hasta el momento ha sido nominado en 8 ocasiones y ha jugado 5 encuentros, debutando el 16 de septiembre de 2023 en el segundo partido de la derrota de Uruguay por 1-3 ante Egipto en el Grupo Mundial II, cayendo en su partido ante Karim-Mohamed Maamoun por parciales 6-1, 4-6 y 7-5, en la serie disputada en el Carrasco Lawn Tennis Club de Montevideo.

## Títulos TP Challenger (0; 0+0)

#### Finalista (1)
| N.º | Fecha               | Torneos    | Superficie    | Oponente en la final | Resultado     |
| --- | ------------------- | ---------- | ------------- | -------------------- | ------------- |
| 1.  | 21 de junio de 2025 | Santa Cruz | Tierra batida | Alex Barrena         | 7-5, 5-7, 3-6 |

| N.º | Fecha              | Torneos       | Superficie    | Pareja                    | Oponentes en la final                 | Resultado        |
| --- | ------------------ | ------------- | ------------- | ------------------------- | ------------------------------------- | ---------------- |
| 1.  | 6 de abril de 2024 | Florianópolis | Tierra batida | Lorenzo Joaquín Rodríguez | Daniel Cukierman Carlos Sánchez Jover | 0-6, 6-3, [4-10] |

## Títulos ITF (0+4)

#### Dobles (4)
| N.º | Fecha              | Torneo                      | Superficie    | Pareja            | Oponentes en la final                   | Resultado                  |
| --- | ------------------ | --------------------------- | ------------- | ----------------- | --------------------------------------- | -------------------------- |
| 1.  | Octubre de 2022    | M15 Santa Cruz de la Sierra | Tierra batida | Lorenzo Gagliardo | Lautaro Agustín Falabella Nicolás Bruna | 7–5, 6–4                   |
| 2.  | Junio de 2023      | M15 Casablanca              | Tierra batida | Nicolás Bruna     | Sven Corbinais Diego Fernández Flores   | W/O                        |
| 3.  | Septiembre de 2023 | M25 Olavarría               | Tierra batida | Lorenzo Gagliardo | Ignacio Carou Mariano Kestelboim        | 6–7(5–7), 7–6(9–7), [10–6] |
| 4.  | Noviembre de 2023  | M15 Santa Cruz de la Sierra | Tierra batida | Tomas Farjat      | Pranav Kumar Noah Schachter             | 3–6, 6–3, [10–8]           |